# Genza
Le genza, aussi appelé ligendza, est une langue bantoue parlée par les Bogenza dans la Mongala en République démocratique du Congo. Elle est proche du lingombe.

## Répartition géographique
Le genza est parlé dans le secteur de Monjamboli du territoire de Bumba, notamment à Bolupi, et dans le secteur de Liwea dans le territoire de Lisala, notamment à Bokapi, Bobi et Bokutu.

## Dialectes
Le genza connaît plusieurs variantes dont notamment les parlers bendza et/ou binja d’Aketi-Ibembo et fait partie des parlers ngombe au sens large, les Genza et les Bendza étant des peuples ngombe.

## Prononciation
La phonétique et la phonologie du gendza-baali parlé par les Wiinza-baali sont décrites dans Motingea (2001).
|            | Antérieure | Centrale | Postérieure |
| ---------- | ---------- | -------- | ----------- |
| Fermée     | i          |          | u           |
| Mi-fermée  | e          |          | o           |
| Mi-ouverte | ɛ          |          | ɔ           |
| Ouverte    |            | a        |             |

|              | Bilabial | Bilabial | Alvéolaire | Alvéolaire | Palatal | Palatal | Vélaire | Vélaire | Labio- vélaire | Labio- vélaire | Glottale | Glottale |
| ------------ | -------- | -------- | ---------- | ---------- | ------- | ------- | ------- | ------- | -------------- | -------------- | -------- | -------- |
| Occlusive    | p        | ɓ        | t          | ɗ          | c       | ɟ       | k       | ɡ       | kp             | ɡb             |          |          |
| Nasale       | m        | m        | n          | n          | ɲ       | ɲ       |         |         |                |                |          |          |
| Fricative    | (f)      | (f)      | s          | s          |         |         |         |         |                |                | h        | h        |
| Spirante     | w        | w        | l          | l          | j       | j       |         |         |                |                |          |          |
| Prénasalisée | mb       | mb       | nd         | nd         | nj      | nj      | nɡ      | nɡ      | nɡb            | nɡb            |          |          |

## Sources
- (en) Jouni Filip Maho, NUGL Online, The online version of the New Updated Guthrie List, 2009 (lire en ligne [PDF]), p. 28
- Motingea Mangulu, « Notes sur la langue des Genja (bantou C.40), part I », Afrika und Übersee, vol. 84, no 1,‎ 2001, p. 101-138
- Motingea Mangulu, « Notes sur la langue des Genja (bantou C.40), part II », Afrika und Übersee, vol. 84, no 2,‎ 2001, p. 185-211
- A. Motingea Mangulu, « Situation actuelle des parlers minoritaires au Nord-Ouest de la République Démocratique du Congo », Bulletin of the International Committee on Urgent Anthropological Ethnological Research, vol. 41,‎ 2001–2002, p. 147–154
- Jean Omasombo Tshonda (dir.), Mongala : Jonction des territoires et bastion d’une identité supra-ethnique, vol. 8, Musée royal de l’Afrique centrale, 2015 (ISBN 978-9-4922-4416-1, lire en ligne)
- (nl) C. Vanhouteghem, « Overzicht der Bantu dialekten van het Distrikt-Lisala », Aequatoria, vol. 10, no 2,‎ 1947, p. 41–50 (JSTOR 25837837, lire en ligne)